# Niszczyciele typu S 152
Niszczyciele typu S 152 – niemiecki typ niszczycieli z okresu I wojny światowej. Budowane w stoczni Schichaua okręty miały być wyposażone w trzy kotły parowe opalane ropą, z zapasem paliwa 324 tony, i uzbrojone identycznie jak niszczyciele typu  G 85. 
Budowano sześć okrętów tego typu: S 152, S 153,S 154, S 155, S 156 i S 157.  W momencie zakończenia wojny ukończone były w 40-50%; wszystkie złomowano w latach 1921-1922.